# USS Pittsburgh (LPD-31)
«Піттсбург» (англ. USS Pittsburgh (LPD-31)) — планований десантний транспортний корабель-док ВМС США типу «Сан-Антоніо».

## Назва
Корабель названий на честь міста Піттсбург, штат Пенсільванія. Це п'ятий корабель у складі ВМС США з такою назвою.

## Історія створення
Корабель був замовлений 3 квітня 2020 року суднобудівній компанії Ingalls Shipbuilding. 